# 五円紙幣
五円紙幣（ごえんしへい）とは、日本銀行券（日本銀行兌換銀券、日本銀行兌換券を含む）の1つ。五円券、五円札とも呼ばれる。

## 概要
旧五円券、改造五円券、甲号券、乙号券、丙号券、丁号券、い号券、ろ号券、A号券の九種類が存在し、このうち現在法律上有効なのは新円として発行されたA号券のみである。紙幣券面の表記は『五圓』。

## 旧五円券
1885年（明治18年）12月24日の大蔵省告示第166号「五圓券見本下ケ渡」により紙幣の様式が公表されている。主な仕様は下記の通り。
- 日本銀行兌換銀券
- 額面 五圓（5円）
- 表面 彩紋、兌換文言、英語表記の兌換文言、発行根拠文言、偽造変造罰則文言
- 裏面 大黒像
- 印章 〈表面〉日本銀行総裁之章、文書局長（割印）　〈裏面〉金庫局長
- 銘板 大日本帝國政府大藏省印刷局製造
- 記番号仕様
  - 記番号色 黒色
  - 記番号構成 〈記号〉「第」＋組番号：漢数字1 - 2桁＋「號」　〈番号〉通し番号：「第」＋漢数字5桁＋「番」
- 寸法 縦87mm、横152mm
- 製造実績
  - 印刷局から日本銀行への納入期間 1885年（明治18年）11月 - 1888年（明治21年）下期[2]
  - 記号（組番号）範囲 「第壹號」 - 「第叄〇號」（1記号当たり80,000枚製造）[2]
  - 製造枚数 2,340,000枚[3]
- 発行開始日 1886年（明治19年）1月4日[4]
- 通用停止日 1939年（昭和14年）3月31日[5]（1899年（明治32年）3月20日以降は回収対象[6]）
- 発行終了
- 失効券

明治維新以降、政府が発行した明治通宝・改造紙幣などの政府紙幣や、民営の国立銀行が発行した国立銀行紙幣などが並行して発行されていたが、西南戦争の戦費調達を発端として政府や国立銀行が無尽蔵に紙幣を濫発した結果インフレーションが発生し経済的な混乱の一因となっていた。これを収拾し通貨制度の信頼回復を図るために松方正義により紙幣整理が行われることとなり、政府から独立した唯一の発券銀行としての中央銀行すなわち日本銀行が創設され、従来の紙幣に代わって事実上の銀本位制に基づく「日本銀行兌換銀券」として発行された。
大黒天が描かれていることから「大黒札」と呼ばれている。旧券中唯一大黒が裏面に描かれている。そのことから、「裏大黒」「裏大黒5円」とも呼ばれる。なお大黒天の肖像は、当時の印刷局の職員であった書家の平林由松をモデルとしてデザインしたものとされる。裏面には小槌と袋を手にした大黒天が米俵の上に腰かけている様子が描かれており、米俵の側には3匹の鼠があしらわれているほか、周囲に桜花が配置されている。表面の地模様には、表面中央に日輪とそこから放射状に延びる光線状の模様が描かれており、光線状の部分には微細な連続文字が配されている。表面は全体的に発行当時の写真複製技術では再現困難な薄い青色で印刷されている。図案製作者はお雇い外国人として日本の紙幣製造の技術指導にあたっていたイタリア人のエドアルド・キヨッソーネである。
印章は表面が「日本銀行総裁之章」（篆書・日銀マークの周囲に文字）と「文書局長」（隷書・文字の周囲に竜の模様・割印）、裏面が「金庫局長」（隷書・文字の周囲に竜の模様）となっており、改造券以降用いられている印章とは異なる図柄のものとなっている。なお文書局長の割印は、製造時に原符と呼ばれる発行控えが紙幣右側についており、発行時にこれを切り離して発行の上、紙幣の回収時に文書局長の割印を照合する運用となっていたが、発行枚数が増大するに従いこの運用は無理が出てきたことから、1891年（明治25年）以降は廃されている。
記番号は漢数字となっており、通し番号は5桁で、通し番号の前後には「第」、「番」の文字がある。1組につき8万枚（最大通し番号は「第八〇〇〇〇番」）製造されている（ただし最終組「第叄〇號」は「第貳〇〇〇〇番」までの製造）。
紙幣用紙は三椏を原料としたもので、強度を高めるためにコンニャク粉が混ぜられていた。透かしは「日本銀行券」の文字と宝珠、小槌の図柄である。
使用色数は、表面4色（内訳は主模様・地模様1色、文字1色、印章1色、記番号1色（文字の黒色と記番号の黒色は別版のため別色扱い））、裏面2色（内訳は凹版印刷による主模様1色、印章1色）となっている。紙幣の様式としては緻密な凹版印刷による大型の人物肖像、精巧な透かしや三椏を主原料とした用紙など、日本銀行券発行開始以前に発行されていた政府紙幣である改造紙幣の流れを汲むものとなっている。
「兌換銀券」と表記されているが、1897年（明治30年）10月の貨幣法施行および兌換銀行券条例の改正による銀本位制から金本位制への移行に伴い、以降は金兌換券として扱われることになった。
1927年（昭和2年）2月に制定された兌換銀行券整理法により1939年（昭和14年）3月31日限りで通用停止となった。

## 改造五円券
1888年（明治21年）11月14日の大蔵省告示第140号「兌換銀行券五圓券見本」により紙幣の様式が公表されている。主な仕様は下記の通り。
- 日本銀行兌換銀券
- 額面 五圓（5円）
- 表面 菅原道真（紙幣面の人名表記は「菅原道真公」）と分銅、兌換文言、発行根拠文言、偽造変造罰則文言
- 裏面 彩紋、英語表記の兌換文言
- 印章 〈表面〉総裁之印　〈裏面〉文書局長、金庫局長
- 銘板 大日本帝國政府大藏省印刷局製造
- 記番号仕様
  - 記番号色 赤色
  - 記番号構成 （製造時期により2種類あり）
    - 〈記号〉「第」＋組番号：漢数字1 - 2桁＋「號」　〈番号〉通し番号：漢数字5桁
    - 〈記号〉「第」＋組番号：漢数字2 - 3桁＋「號」　〈番号〉通し番号：漢数字6桁
- 寸法 縦95mm、横159mm
- 製造実績
  - 印刷局から日本銀行への納入期間 1888年（明治21年）10月 - 1898年（明治31年）下期[2]
  - 記号（組番号）範囲 [2]
    - 「第壹號」 - 「第九叄號」（1記号当たり90,000枚製造）
    - 「第九四號」 - 「第壹〇貳號」（1記号当たり900,000枚製造）

  - 製造枚数 15,800,000枚[3]
- 発行開始日 1888年（明治21年）12月3日[15]
- 通用停止日 1939年（昭和14年）3月31日[5]
- 発行終了
- 失効券

大黒旧券には紙幣の強度を高めるためにコンニャク粉が混ぜられ、そのため虫やネズミに食害されることが多々あり、また偽造防止対策として採用された薄い青色の鉛白を含有するインキが温泉地で黒変しかえって偽造し易くなるなどの技術的欠陥が明らかになったことから、これを改良するために「改造券」が発行された。
通称は表面中央に分銅型の輪郭枠が描かれたことから「分銅5円」である。偽造防止対策として精巧な人物肖像を印刷することとなり、肖像には1887年（明治20年）に選定された日本武尊・武内宿禰・藤原鎌足・聖徳太子・和気清麻呂・坂上田村麻呂・菅原道真の7人の候補の中から、改造五圓券には菅原道真が選ばれている。なお菅原道真の肖像は、文献資料や絵画・彫刻を参考にしつつ国学者の黒川真頼などの考証を基に、エドアルド・キヨッソーネが実在の人物をモデルとしてデザインしたものであるが、モデルの人物は不詳とされる。また、肖像の菅原道真に因み、輪郭枠には梅鉢紋があしらわれている。図案製作者は旧券と同じくイタリア人のエドアルド・キヨッソーネである。裏面は彩紋模様により装飾された額面金額の数字が左側に配置されている他は英語表記の兌換文言が記載されているのみであるが、地模様などもなく簡素な図柄となっている。
記番号は漢数字となっており、下表のように前期と後期とに分けられる。
| タイプ | 発行開始日                | 組番号範囲                    | 通し番号                  |
| ------ | ------------------------- | ----------------------------- | ------------------------- |
| 前期   | 1888年（明治21年）12月3日 | 「第壹號」 - 「第九叄號」     | 5桁、最大「九〇〇〇〇」   |
| 後期   | 不明                      | 「第九四號」 - 「第壹〇貳號」 | 6桁、最大「九〇〇〇〇〇」 |

透かしは「銀貨五圓」と「5YEN」の文字である。
使用色数は、表面3色（内訳は凹版印刷による主模様1色、地模様1色、印章・記番号1色）、裏面2色（内訳は主模様1色、印章1色）となっている。
「兌換銀券」と表記されているが、1897年（明治30年）10月の貨幣法施行および兌換銀行券条例の改正による銀本位制から金本位制への移行に伴い、以降は金兌換券として扱われることになった。
1927年（昭和2年）2月に制定された兌換銀行券整理法により1939年（昭和14年）3月31日限りで通用停止となった。

## 甲号券

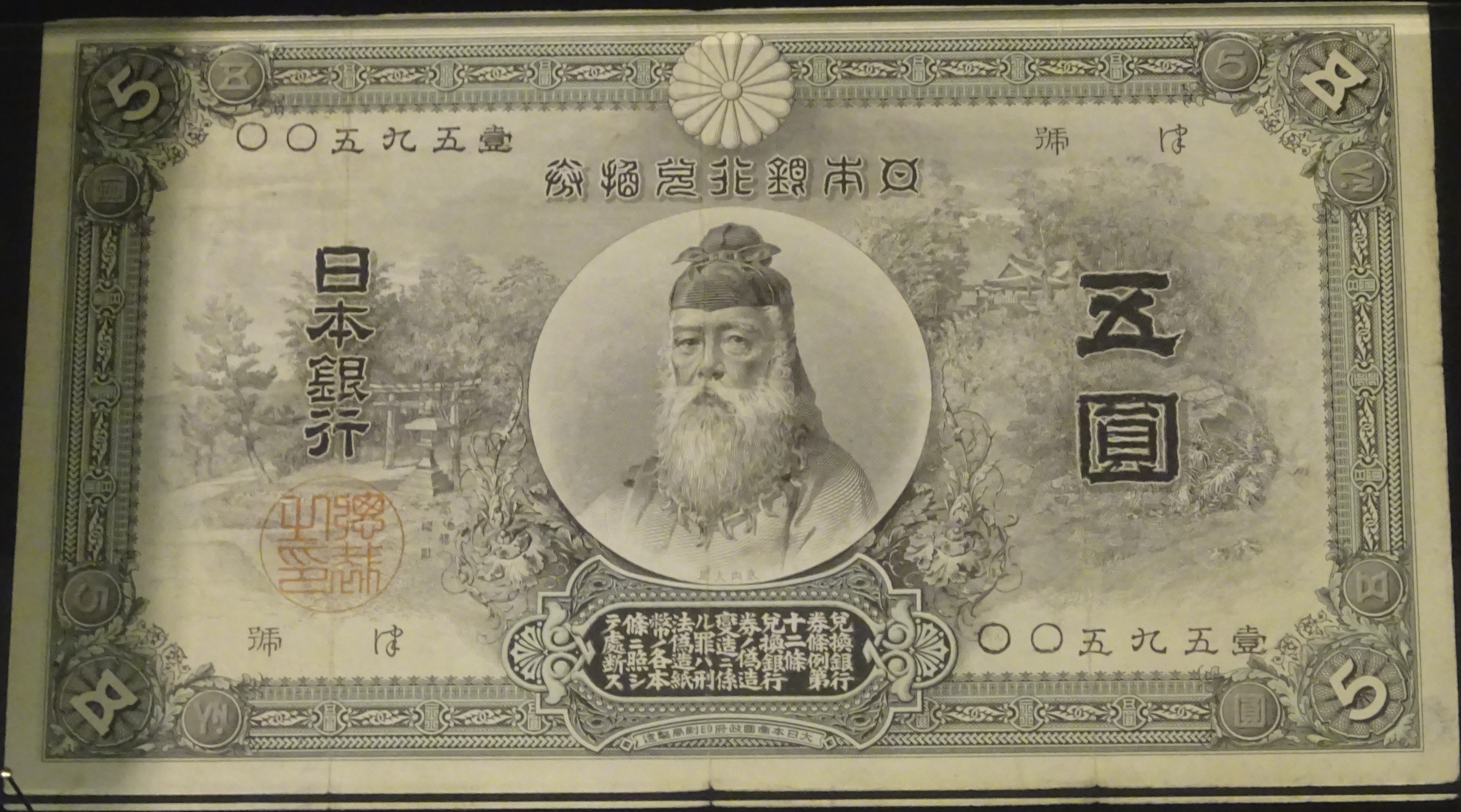
表面（記号：変体仮名）

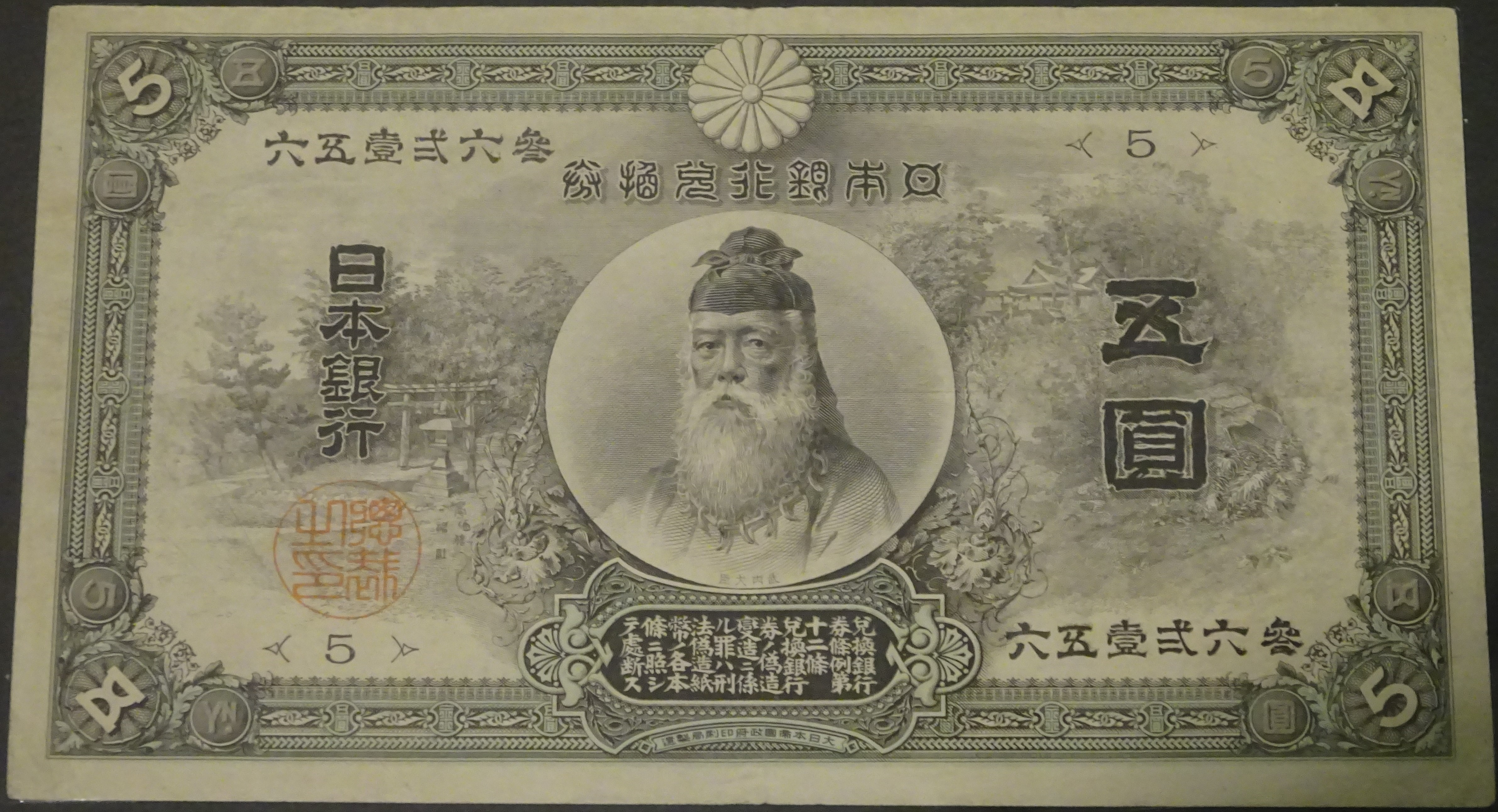
表面（記号：アラビア数字）

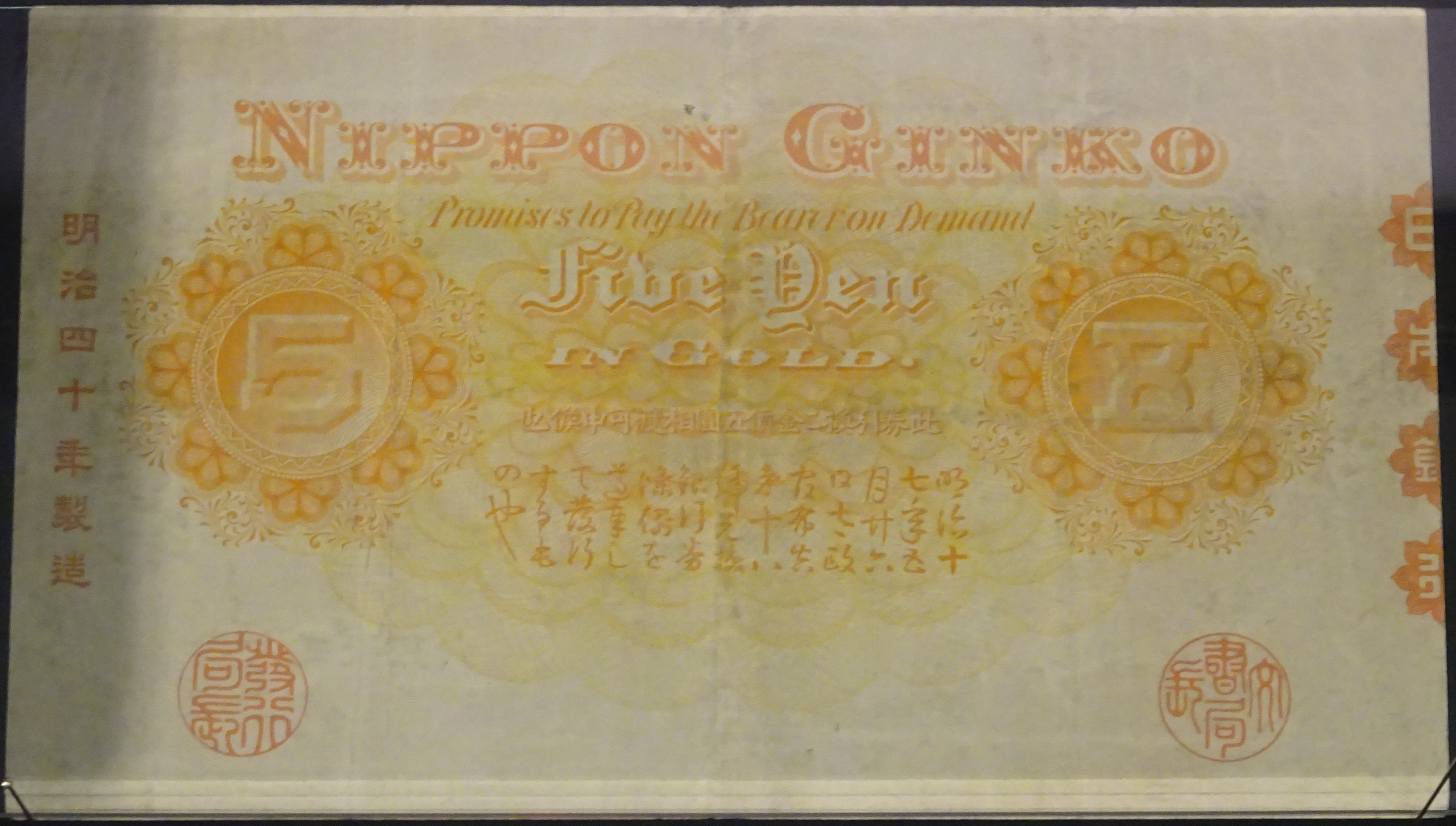
裏面（共通）

1899年（明治32年）3月18日の大蔵省告示第10号「兌換銀行券中改正」で紙幣の様式が定められている。主な仕様は下記の通り。
- 日本銀行兌換券
- 額面 五圓（5円）
- 表面 武内宿禰（紙幣面の人名表記は「武内大臣」）と宇倍神社全景（紙幣面の注記は「宇倍神社」）、偽造変造罰則文言
- 裏面 彩紋、兌換文言、英語表記の兌換文言、発行根拠文言、断切文字、製造年
- 印章 〈表面〉総裁之印　〈裏面〉文書局長、発行局長
- 銘板 大日本帝國政府印刷局製造
- 記番号仕様
  - 記番号色 黒色
  - 記番号構成 （製造時期により2種類あり）
    - 〈記号〉変体仮名1文字＋「號」　〈番号〉通し番号：漢数字6桁
    - 〈記号〉組番号：「＜」＋数字1 - 2桁＋「＞」　〈番号〉通し番号：漢数字6桁
- 寸法 縦85mm、横146mm（縦2寸8分2厘、横4寸8分2厘[21]）
- 製造実績
  - 印刷局から日本銀行への納入期間 1898年（明治31年）10月 - 1910年（明治43年）11月26日[2]
  - 記号（組番号）範囲 「い號」 - 「す號」／1 - 15（いずれも1記号当たり900,000枚製造）[2]
  - 製造枚数 [3]
    - 42,300,000枚［記号：変体仮名］
    - 10,850,000枚［記号：アラビア数字］
- 発行開始日 1899年（明治32年）4月1日[21]
- 通用停止日 1939年（昭和14年）3月31日[5]
- 発行終了
- 失効券

1897年（明治30年）10月の貨幣法施行および兌換銀行券条例の改正による銀本位制から金本位制への移行に伴い、金兌換券として発行された。
表面中央に武内宿禰が描かれていることから通称は「中央武内5円」である。肖像は武内宿禰であり、エドアルド・キヨッソーネの彫刻した改造一円券の肖像のイメージを変えない範囲で日本人らしい風貌となるよう新たに彫刻している。左側には鳥取県鳥取市にある宇倍神社の鳥居と灯篭が、右側には木々の間からのぞき見える拝殿の屋根が描かれており、左右合わせて宇倍神社の境内を遠望した全景を描く構図となっている。また、表面の輪郭や肖像を囲む円形の下部には分銅があしらわれている。裏面左端に製造年の記年号が和暦で記載されており、裏面右端には「日本銀行」の断切文字（割印のように券面内外に跨るように印字された文字）が配置されている。
当初は記号がいろは順の変体仮名であったが、いろは47文字を全て使い切ったため、それ以降の発行分は記号がアラビア数字となった。通し番号は漢数字であるが、変体仮名記号とアラビア数字のもので書体が異なり、「2」に対応する漢数字は変体仮名記号のもので「貳」、アラビア数字記号のもので「弍」となっている。変体仮名記号の紙幣の記番号はハンド刷番機で印刷されていたのに対し、アラビア数字記号の紙幣の記番号は機械印刷に変更となった。
甲五圓券の変遷の詳細を下表に示す。
| 発行開始日               | 日本銀行への納入期間                                | 記号／組番号範囲    | 記号／組番号表記 | 通し番号表記 | 記年号              |
| ------------------------ | --------------------------------------------------- | ------------------- | ---------------- | ------------ | ------------------- |
| 1899年（明治32年）4月1日 | 1898年（明治31年）10月 - 1907年（明治40年）上期     | 「い號」 - 「す號」 | 変体仮名         | 漢数字       | 明治32年 - 明治40年 |
| 不明                     | 1907年（明治40年）下期 - 1910年（明治43年）11月26日 | 1 - 15              | アラビア数字     | 漢数字       | 明治40年 - 明治43年 |

透かしは「五圓」の文字と枝桐の図柄である。
使用色数は、表面4色（内訳は凹版印刷による主模様1色、地模様1色、印章1色、記番号1色）、裏面2色（内訳は凹版印刷による主模様1色、印章・断切文字・製造年1色）となっている。
1927年（昭和2年）2月に制定された兌換銀行券整理法により1939年（昭和14年）3月31日限りで通用停止となった。

## 乙号券
1910年（明治43年）8月11日の大蔵省告示第107号「兌換銀行券五圓券見本略圖」で紙幣の様式が定められている。主な仕様は下記の通り。
- 日本銀行兌換券
- 額面 五圓（5円）
- 表面 菅原道真、兌換文言
- 裏面 北野天満宮拝殿、英語表記の兌換文言
- 印章 〈表面〉総裁之印　〈裏面〉文書局長、発行局長
- 銘板 大日本帝國政府印刷局製造
- 記番号仕様
  - 記番号色 小豆色
  - 記番号構成 〈記号〉組番号：「｛」＋数字1 - 2桁＋「｝」　〈番号〉通し番号：数字6桁[注 4]
- 寸法 縦78mm、横136mm（縦2寸6分、横4寸5分[28]）
- 製造実績
  - 印刷局から日本銀行への納入期間 1910年（明治43年）4月28日 - 1916年（大正5年）4月28日[2]
  - 記号（組番号）範囲 1 - 78（1記号当たり900,000枚製造）[2]
  - 製造枚数 71,490,000枚[3]
- 発行開始日 1910年（明治43年）9月1日[28]
- 通用停止日 1939年（昭和14年）3月31日[5]
- 発行終了
- 失効券

写真術や写真製版が飛躍的に技術向上したことに伴い甲号券で写真技術を用いた精巧な偽造券が発見されたことにより改刷が行われ、海外の先進的な偽造防止対策なども参考にし、偽造防止のための新技術が多数取り入れられたことが大きな特徴である。
従前では肖像は黒色の凹版印刷で印刷されるのが一般的であったところ、偽造防止を目的として表面の菅原道真の肖像が緑色で印刷された。これまでの紙幣では一般的であった重厚な額縁状の輪郭も廃されており、開放的なイメージの券面となっている。また1950年代後半以降に発行開始された紙幣では一般的になっているが、当時としては珍しく表面左側の透かしの位置には印刷がされておらず空白となっている。透かしには日本で初めて人物画が用いられ、笑顔の大黒天の図柄がすき入れされたことから、通称は「透かし大黒5円」である。裏面には、京都市上京区にある北野天満宮の拝殿の風景が描かれている。なお、これまでに発行された券種では券面に記載されていた発行根拠文言および偽造変造罰則文言は、この乙五圓券以降に発行された券種では省略されており兌換文言のみの表記となっている。
しかしながら、緑色で印刷された菅原道真の肖像画の表情と大黒天の透かしが不気味に思われたことから、「幽霊札」と呼ばれ国民からは不評だった。また透かし部分を空白にすることも当時の紙幣では一般的ではなかったため、印刷漏れを疑われ紙幣の交換請求が相次ぐ状況となった。さらに全体的に淡い色調での印刷であったことから汚れが目立ちやすかったほか、透かし部分が破れやすいなどの問題も発生した。これら多数の問題が発生したことから流通に支障をきたす事態となったため、発行開始から僅か3年後の 1913年（大正2年）には再度の改刷が検討されることとなった。
このほか、用紙の裏面左側にに赤色、緑色、黒色の着色繊維を漉き込む試みが初めて採用されたが、製造コストの問題から以降の券種には引き継がれることはなかった。
使用色数は、表面5色（内訳は凹版印刷による主模様1色、地模様2色、印章1色、記番号1色）、裏面3色（内訳は凹版印刷による主模様1色、地模様1色、印章1色）となっている。
1927年（昭和2年）2月に制定された兌換銀行券整理法により1939年（昭和14年）3月31日限りで通用停止となった。

## 丙号券
1916年（大正5年）12月1日の大蔵省告示第163号「兌換銀行券五圓券見本略圖」で紙幣の様式が定められている。主な仕様は下記の通り。
- 日本銀行兌換券
- 額面 五圓（5円）
- 表面 武内宿禰と宇倍神社拝殿、兌換文言
- 裏面 彩紋、英語表記の兌換文言、断切文字
- 印章 〈表面〉総裁之印　〈裏面〉文書局長
- 銘板 大日本帝國政府印刷局製造
- 記番号仕様
  - 記番号色 黒色
  - 記番号構成 〈記号〉組番号：「｛」＋数字1 - 3桁＋「｝」　〈番号〉通し番号：数字6桁
- 寸法 縦73mm、横130mm（縦2寸4分3厘、横4寸3分1厘[32]）
- 製造実績
  - 印刷局から日本銀行への納入期間 1916年（大正5年）11月17日 - 1928年（昭和3年）2月11日[2]
  - 記号（組番号）範囲 1 - 191（1記号当たり900,000枚製造）[2]
  - 製造枚数 171,620,000枚[3]
- 発行開始日 1916年（大正5年）12月15日[32]
- 通用停止日 1939年（昭和14年）3月31日[5]
- 発行終了
- 失効券

当時としては斬新なデザインの乙号券が国民から受け入れられず「幽霊札」と呼ばれるなど不評で流通に支障をきたしたことから、僅か6年後に改刷が行われ、額縁状の輪郭や、黒色の肖像、透かしのすき入れ位置への図柄の印刷など、伝統的なデザイン構成に回帰している。通称は「大正武内5円」「白ひげ5円」である。
表面の右側には武内宿禰、左側には鳥取県鳥取市にある宇倍神社の拝殿の風景が描かれている。裏面には彩紋模様と英語表記の兌換文言が記載されているが、当時ヨーロッパを中心に流行していたアール・ヌーヴォー調のデザインとなっており、裏面右端には「日本銀行」の断切文字が配置されている。当初は坂上田村麻呂が肖像の候補として検討されており文献資料を基に正確な時代考証に基づく肖像画の検討が行われていたが、最終的に甲号券と同様の武内宿禰の肖像が採用された。
透かしは「日本銀行」の文字と網目模様である。
使用色数は、表面6色（内訳は凹版印刷による主模様1色、地模様3色、印章1色、記番号1色）、裏面3色（内訳は凹版印刷による主模様1色、地模様1色、印章・断切文字1色）となっている。
1927年（昭和2年）2月に制定された兌換銀行券整理法により1939年（昭和14年）3月31日限りで通用停止となった。

## 丁号券
1930年（昭和5年）2月18日の大蔵省告示第36号「兌換銀行券中五圓券改造」で紙幣の様式が定められている。主な仕様は下記の通り。
- 日本銀行兌換券
- 額面 五圓（5円）
- 表面 菅原道真と北野天満宮拝殿、兌換文言
- 裏面 彩紋、断切文字
- 印章 〈表面〉総裁之印　〈裏面〉文書局長
- 銘板 大日本帝國政府内閣印刷局製造
- 記番号仕様
  - 記番号色 黒色
  - 記番号構成 〈記号〉組番号：「｛」＋数字1 - 3桁＋「｝」　〈番号〉通し番号：数字6桁
- 寸法 縦76mm、横132mm[36]
- 製造実績
  - 印刷局から日本銀行への納入期間 1929年（昭和4年）6月18日 - 1941年（昭和16年）1月17日[2]
  - 記号（組番号）範囲 1 - 341（1記号当たり900,000枚製造）[2]
  - 製造枚数 305,600,000枚[3]
- 発行開始日 1930年（昭和5年）3月1日[36]
- 通用停止日 1946年（昭和21年）3月2日[37]
- 発行終了
- 失効券

関東大震災により滅失した兌換券の整理が必要となったことから1927年（昭和2年）2月に兌換銀行券整理法が制定され、従来の兌換券を失効させて新しい兌換券に交換するため、乙百圓券・丙拾圓券・丁五圓券が新たに発行された。
これまでに発行された日本銀行券では複数券種に同じ肖像が用いられるなどした結果券種間の識別が紛らわしくなっていたことなどから、額面ごとに肖像人物を固定化することとし、さらに輪郭や地模様、透かしに至るまで入念な検討のもとに肖像人物と関連性のある図柄が描かれることとなった。
表面右側には菅原道真の肖像が描かれている。この肖像については、エドアルド・キヨッソーネが描いた肖像の原画が関東大震災の被害により焼失したため、他の紙幣の肖像を基に新たに作成されたものである。表面左側には京都市上京区にある北野天満宮の拝殿が描かれている。地模様には手向山神社の「葱花輦」の古代織物文様と、梅花模様、および宝相華模様があしらわれている。
裏面中央には菅原道真に因んだ梅花を5個組み合わせた形状の彩紋を、その周囲には北野天満宮の紋である梅花紋を12個配している。裏面右端には「日本銀行」の断切文字が配置されている。これまで記載されていた英語表記の兌換文言は本券種から廃止され、英語表記は額面金額のみとなっている。
透かしは「五圓」の文字と肖像の菅原道真に因んだ梅花紋の図柄である。用紙については従前どおり三椏を原料とするものであるが、製法の変更により以前よりもやや黄色がかった色調の用紙に変更されている。また、従来の紙幣は寸法に統一性がなく取扱いが不便であったため、他額面の紙幣も含め一定の縦横比（概ね縦1：対角線2の比率）に統一した規格に揃えている。この券面寸法の規格は、五円紙幣では1943年（昭和18年）に発行開始されるろ五圓券まで維持されている。
使用色数は、表面6色（内訳は凹版印刷による主模様1色、地模様3色、印章1色、記番号1色）、裏面3色（内訳は凹版印刷による主模様1色、地模様1色、印章・断切文字1色）となっている。歴代の日本銀行券の中では比較的珍しく、鮮やかな色調を複数用いた明るい印象の券面となっている。
丁号券からろ号券までの5円券は、全て菅原道真が描かれており、通称では「1次」～「4次」と呼ばれているので、この丁号券は「1次5円」となる。改造券・乙号券も菅原道真が描かれているが「何次」とは呼ばれない。
1931年（昭和6年）12月の金兌換停止に伴い、それ以降は事実上の不換紙幣となり、1942年（昭和17年）5月の日本銀行法施行による金本位制の廃止に伴って法的にも不換紙幣として扱われることになった。
新円切替のため1946年（昭和21年）3月2日限りで通用停止となった。

## い号券
1942年（昭和17年）1月4日の大蔵省告示第1号「兌換銀行券五圓券及貳百圓券改造發行」で紙幣の様式が定められている。主な仕様は下記の通り。
- 日本銀行兌換券
- 額面 五圓（5円）
- 表面 菅原道真と北野天満宮拝殿、兌換文言
- 裏面 彩紋、断切文字
- 印章 〈表面〉総裁之印　〈裏面〉文書局長、発行局長
- 銘板 内閣印刷局製造
- 記番号仕様
  - 記番号色 黒色
  - 記番号構成 〈記号〉組番号：「｛」＋数字1 - 2桁＋「｝」　〈番号〉通し番号：数字6桁
- 寸法 縦76mm、横132mm[47]
- 製造実績
  - 印刷局から日本銀行への納入期間 1941年（昭和16年）4月11日 - 1943年（昭和18年）8月2日[2]
  - 記号（組番号）範囲 1 - 96（1記号当たり900,000枚製造）[2]
  - 製造枚数 86,150,000枚[3]
- 発行開始日 1942年（昭和17年）1月6日[47]
- 通用停止日 1946年（昭和21年）3月2日[37]
- 発行終了
- 失効券

丁号券が製造に手間のかかるものであったため、製造効率向上のために改刷されたものがい号券である。通称は「2次5円」である。
表面には右側に菅原道真の肖像が、左側には京都市上京区にある北野天満宮の拝殿が描かれており、地模様は、桐と宝相華の図柄があしらわれている。丁号券と同じ題材ではあるが、製造効率の高い製造方法に切り替えるために新たに彫刻されたものとなっている。裏面は丁号券よりも簡素な彩紋模様であり、裏面右端には「日本銀行」の断切文字が配置されている。第二次世界大戦中という時代背景の影響もあり、丁号券と比べると簡素化されたデザインとなっている。意匠は不換紙幣であるろ号券に流用されている。印章は表面に「総裁之印」、裏面に「文書局長」・「発行局長」が印刷されている。
「日本銀行兌換券」と表記され、その文字が直列しているのが特徴だが、発行当時、紙幣による金貨への兌換は既に停止されていたため、事実上の不換紙幣となっていた。なお、1931年（昭和6年）12月に金兌換が停止されていたにもかかわらず兌換文言が記載された兌換券が発行された理由は、日本銀行兌換券の発行根拠であった兌換銀行券条例が未改正であったためである。1942年（昭和17年）5月の日本銀行法施行による金本位制の廃止に伴って法的にも不換紙幣として扱われることになった。
透かしは古代鳥模様である。透かし模様が確認しやすいよう、透かしの入った中央部分は文字と淡い印刷色の地模様のみの印刷となっている。
使用色数は、表面7色（内訳は凹版印刷による主模様1色、地模様4色、印章1色、記番号1色）、裏面3色（内訳は凹版印刷による主模様1色、地模様1色、印章・断切文字1色）となっている。
新円切替のため1946年（昭和21年）3月2日限りで通用停止となった。

## ろ号券

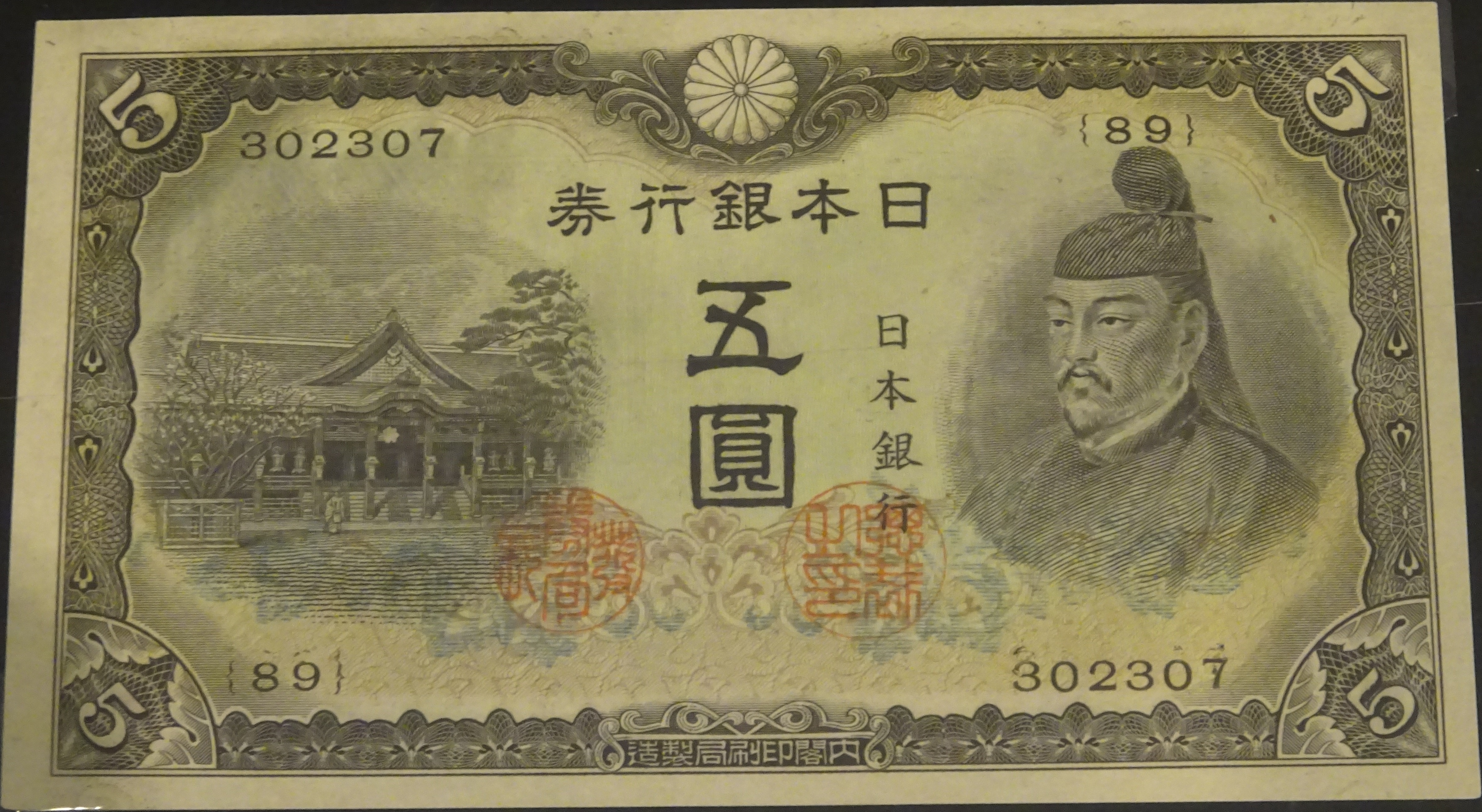
通し番号あり（3次5円）

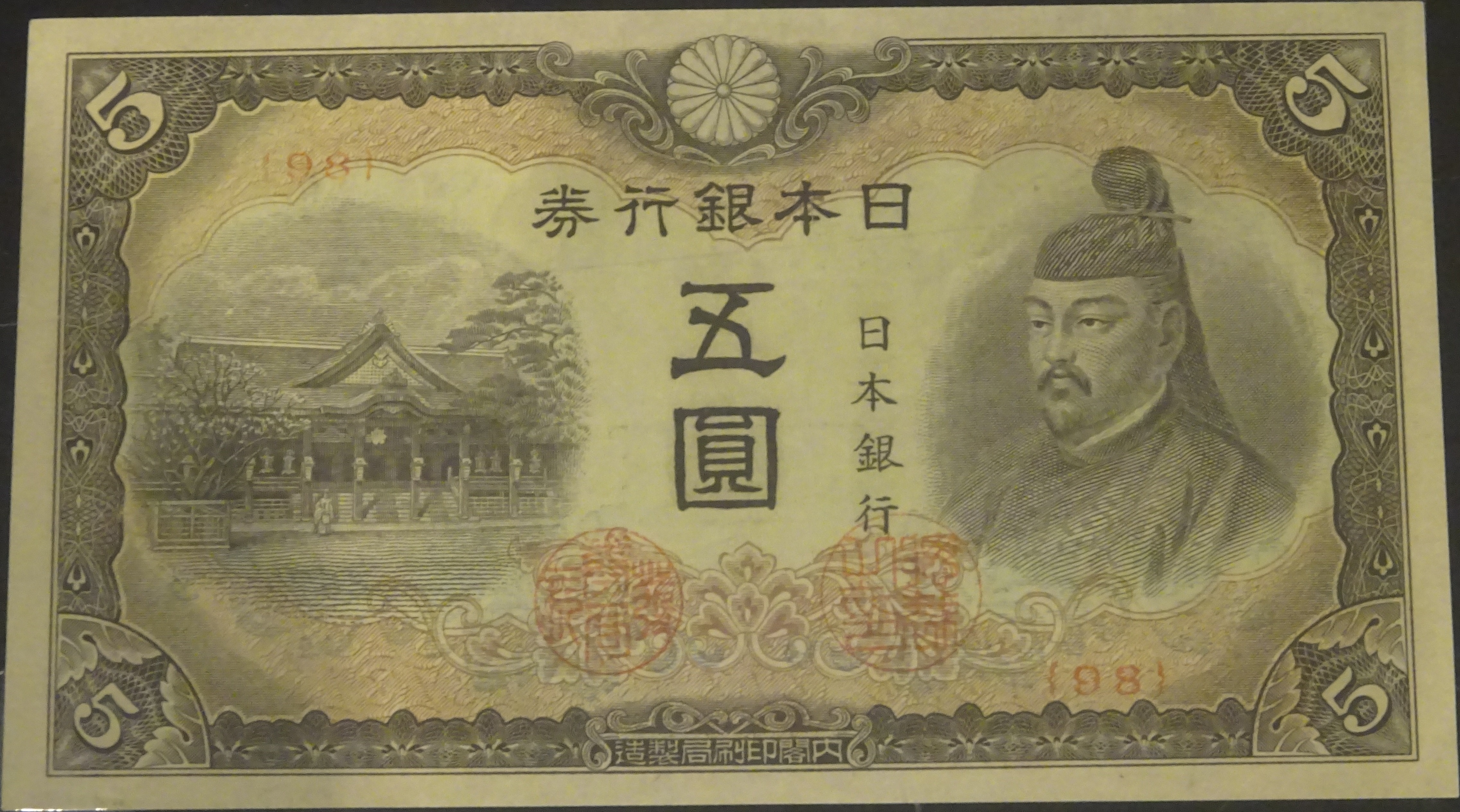
通し番号なし（4次5円）

1943年（昭和18年）12月14日の大蔵省告示第558号「日本銀行券拾圓券等ノ樣式略圖」で紙幣の様式が定められている。主な仕様は下記の通り。
- 日本銀行券
- 額面 五圓（5円）
- 表面 菅原道真と北野天満宮拝殿
- 裏面 彩紋
- 印章 〈表面〉総裁之印、発券局長　〈裏面〉なし
- 銘板 内閣印刷局製造
- 記番号仕様
  - 記番号色 黒色［通し番号あり］／赤色［通し番号なし（組番号のみ）］（製造時期により2種類あり）
  - 記番号構成 （製造時期により2種類あり）
    - 〈記号〉組番号：「｛」＋数字1 - 2桁＋「｝」　〈番号〉通し番号：数字6桁
    - 〈記号〉組番号：「｛」＋数字2桁＋「｝」　〈番号〉通し番号なし
- 寸法 縦76mm、横132mm[51]
- 製造実績
  - 印刷局から日本銀行への納入期間 1943年（昭和18年）8月8日 - 1946年（昭和21年）3月4日[2]
  - 記号（組番号）範囲 [2]
    - 1 - 94（1記号当たり900,000枚製造）
    - 95 - 98（1記号当たり5,000,000枚製造）

  - 製造枚数 [3]
  - 84,600,000枚［通し番号あり］
  - 16,387,000枚［通し番号なし（組番号のみ）］
- 発行開始日 1943年（昭和18年）12月15日[51]
- 通用停止日 1946年（昭和21年）3月2日[37]
- 発行終了
- 失効券

事実上有名無実化していた金本位制が1942年（昭和17年）5月の日本銀行法施行により正式に廃止され、管理通貨制度に移行したことに伴い兌換文言等が表記された兌換券が名実ともに実態にそぐわないものとなったことから、不換紙幣の「日本銀行券」として発行された。時代は第二次世界大戦に突入し、材料や資機材などに至るまであらゆるものが戦争に駆り出された結果、紙幣もコスト削減や製造効率向上を目的に品質を落とさざるを得なくなり仕様が簡素化されている。
表面は兌換紙幣であるい号券の流用で、違いは題号が「日本銀行券」と書かれていること、兌換文言がないこと、印章の位置と数の違い（い号券では表面1個・裏面2個だったのに対し、ろ号券の印章は印刷工程の簡略化のため、表面のみに「総裁之印」・「発券局長」の2個が印刷されている）、画線の劣化などにより肖像の表情に若干の違いがあることである。また、地模様の刷色も変更されている。裏面は彩紋模様であるが、裏面の印刷方式が簡易な凸版印刷に変更され、い号券よりも更に簡素化された別デザインに改められている。またアラビア数字による額面表記は存在するものの、これまで裏面に印刷されていた英語表記は削除され、英語表記が全くない券面となっている。
当初は記番号が黒色で印刷されていたが（3次5円）、1944年（昭和19年）11月に記号（組番号）の色が赤色に変更され通し番号が省略された（4次5円）。3次5円の通し番号については基本的に900000までであったが、補刷券と呼ばれる不良券との差し替え用に900001以降の通し番号が印刷されたものが存在する。4次5円については現存数が少ない分古銭的価値が高くなっている。
ろ五圓券の変遷の詳細および組番号の範囲を下表に示す。前述の通り戦況の悪化に伴い仕様を一段と簡素化する仕様変更が行われており、下記の2タイプに分かれる。
| 通称   | 発行開始日                 | 日本銀行への納入期間                                 | 組番号範囲 | 記番号仕様         | 透かし                           |
| ------ | -------------------------- | ---------------------------------------------------- | ---------- | ------------------ | -------------------------------- |
| 3次5円 | 1943年（昭和18年）12月15日 | 1943年（昭和18年）8月8日 - 1944年（昭和19年）上期    | 1 - 94     | 黒色・通し番号あり | 古代鳥模様（白黒透かし・定位置） |
| 4次5円 | 1944年（昭和19年）11月20日 | 1944年（昭和19年）10月7日 - 1946年（昭和21年）3月4日 | 95 - 98    | 赤色・通し番号なし | 古代鳥模様（白黒透かし・定位置） |

透かしはい号券同様に古代鳥模様である。
使用色数は、3次5円（通し番号あり）については表面7色（内訳は凹版印刷による主模様1色、地模様4色、印章1色、記番号1色）、裏面2色（内訳は主模様1色、地模様1色）、4次5円（通し番号なし）については記番号を印章と同色に変更したことにより表面6色（内訳は凹版印刷による主模様1色、地模様4色、印章・記番号1色）、裏面2色（内訳は主模様1色、地模様1色）となっている。
新円切替のため1946年（昭和21年）3月2日限りで通用停止となった。

## A号券
A券とも呼ばれる。1946年（昭和21年）3月5日の大蔵省告示第97号「日本銀行券五圓券ノ樣式ノ件」で紙幣の様式が定められている。主な仕様は下記の通り。
- 日本銀行券
- 額面 五圓（5円）
- 表面 彩紋
- 裏面 彩紋
- 印章 〈表面〉総裁之印、発券局長　〈裏面〉なし
- 銘板 記載なし
- 記番号仕様
  - 記番号色 赤色［通し番号なし（組番号のみ）］
  - 記番号構成 〈記号〉「1」＋組番号：数字1 - 2桁＋製造工場：数字2桁　〈番号〉通し番号なし
- 寸法 縦68mm、横132mm[58]
- 製造実績
  - 印刷局から日本銀行への納入期間 1946年（昭和21年）3月7日 - 1946年（昭和21年）12月19日[2]
  - 記号（組番号）範囲 1 - 92[注 9]（1記号当たり5,000,000枚製造）[2]
  - 製造枚数 460,000,000枚[3]
- 発行開始日 1946年（昭和21年）3月8日[59]（告示上：同年3月5日[注 10]）
- 支払停止日 1955年（昭和30年）4月1日[60]
- 発行終了
- 有効券

終戦直後の猛烈なインフレーションの抑制策として、政府により新円切替が極秘裏に検討されていた。これは発表からごく短期間のうちに旧紙幣を全て無効化して金融機関に強制預金させたうえで預金封鎖し、代わりに発行高を制限した新紙幣（A号券）を発行して最低限度の生活費だけを引き出せるようにするものであった。これを実施するには従前の紙幣と明確に識別可能な新紙幣を急遽準備する必要が生じるため、印刷局に加えて凸版印刷、大日本印刷、共同印刷、および東京証券印刷の民間印刷会社4社に対して新紙幣のデザイン案の提案を求め、その中から「斬新なデザインのもの」を選ぶという選考方針のもとで新紙幣のデザイン案が決定された。紙幣の図案検討としては異例の指名型公募方式による選定であった。
連合国軍占領下の当時は改刷を行い新紙幣を発行する場合、図案についてGHQ（連合国軍最高司令官総司令部）の許可が必要であった。公募により採用された図案は、民間企業の凸版印刷株式会社によって提案された図案の1つである。肖像や風景が一切なく彩紋模様のみの無難な図柄ということで、当初の案がそのままGHQにより承認され発行された。
表面だけでなく裏面も彩紋と唐草模様のみで、特に裏面は単色刷りの簡易な図柄となっている。表裏両面とも肖像や風景などの図柄がない。改造券からA号券までに発行された日本銀行券では菊花紋章が表面中央上部に配置されていたが、A五円券に限っては右上に配置されている点で特異である。
異例の公募による図案決定と併せて、当初は紙幣の製造についても発行元の日本銀行から民間印刷会社に直接発注するように調達方式を変更する構想を大蔵省は持っていたが、極めて厳格な管理が求められる紙幣製造業務の特殊性から望ましくないとのGHQの意向によりこちらは実行されなかった。券面上から製造元を示す銘板の記載が省略されているが、これはこの調達方式変更の予定を見越したものである。結局のところ一部のい号券やろ号券などと同様に従来通り印刷局が一元的に紙幣製造の管理を行うこととなり、凸版印刷株式会社にて完成された版面を印刷局に引渡したうえで、印刷局とその委託を受けた大日本印刷や凸版印刷などの複数の民間印刷会社で分散して印刷されることとなった。
記番号については通し番号はなく記号のみの表記となっている。記号の下2桁が製造工場を表しており、下表の通り5箇所の印刷所別に分類できる。このように多数の民間委託先でも印刷されたが、もともと紙幣として十分とは言い難い粗末な仕様であったことに加え、製造数量や秘密保持の管理が不十分で一部の委託先から製造中の半製品が外部流出するなどの問題が発生し、これらが偽造が多発する原因の一つとなった。
| 製造工場               | 記号下2桁 |
| ---------------------- | --------- |
| 大蔵省印刷局滝野川工場 | 12        |
| 大蔵省印刷局酒匂工場   | 22        |
| 共同印刷小石川工場     | 15        |
| 東京証券印刷小田原工場 | 26        |
| 帝国印刷芝工場         | 17        |

他の十円券以下のA号券と同様に透かしは入っていない。なおA号券の紙幣用紙の抄造については緊急かつ大量に必要となることから、印刷局の工場だけでは賄いきれず一部は民間製紙会社においても抄造が行われている。いずれも発行された日本銀行券の中では初めてのことであり、これ以降もこのような事例は存在していない。
使用色数は、表面3色（内訳は主模様1色、地模様1色、印章・記番号1色）、裏面1色となっている。印刷方式は、製造効率を優先したため両面とも平版印刷である。A一円券やA十円券とは異なり、製造期間が短かったことから印刷方式の変更は行われなかった。
A五円券が製造されたのは1946年（昭和21年）限りで、その2年後の1948年（昭和23年）には五円硬貨（穴ナシ五円黄銅貨）が登場した。
現在法律上有効な唯一の五円紙幣であるが、自販機、ATM、自動釣銭機等の各種機器で受け付けられないほか、対面取引で行使しようとする場合も見慣れぬ紙幣で真贋が判断できないとして受け取りを拒否されることがある。銀行の窓口に持ち込むと口座への預け入れや現行の紙幣・硬貨への交換ができるが、場合によっては日本銀行での鑑定に回され日数を要する場合がある他、銀行によっては取り扱い手数料が要求されることがある。また、日本銀行の勘定店における受入時の現金の整理においては、「B百円券を除く額面価格100円以下の銀行券」に該当し、無条件で引換依頼の対象とされている。仮にこのA五円券の損傷紙幣が日本銀行で鑑定され、その面積が半額交換相当(元の2/5以上2/3未満)であった場合は、1円未満の端数を切り捨てて2円として引き換えられると規定されているが、割り切れないとしてそのまま返却される場合もある。

## 未発行紙幣
B五円券
肖像は福沢諭吉。A号券が当時の切迫した状況から不十分な出来栄えで発行せざるを得なかったことが原因で精巧な偽造券に悩まされることとなったため、凹版印刷や白黒透かしなどを盛り込んだ本格的な銀行券として検討された。1946年（昭和21年）にGHQ（連合国軍総司令部）による発行承認を得ていたものの、新円切替をもってしても抑えきれなかったインフレーションの進行によりB号券は高額券から優先して発行することとなり、その間に1948年（昭和23年）には五円黄銅貨が発行されたため、B五円券の発行は取りやめとなった。後年、福沢諭吉は一万円紙幣の肖像画の人物として起用されることになった。

## 変遷
日本銀行券の発行開始以前には、額面金額5円の紙幣としては明治通宝の五円券、国立銀行紙幣の五円券、および改造紙幣の五円券が発行されており、1899年（明治32年）12月9日までは国立銀行紙幣の五円券、同年12月31日までは明治通宝の五円券および改造紙幣の五円券が並行して通用していた。
- 1885年（明治18年）12月24日：旧五圓券の様式を制定[1]。
- 1886年（明治19年）1月4日：旧五圓券発行開始[4]。図柄は大黒像。
- 1888年（明治21年）11月14日：改造五圓券の様式を制定[14]。
- 1888年（明治21年）12月3日：改造五圓券発行開始[15]。図柄は菅原道真。通し番号は5桁。後に通し番号を6桁に変更した改造五圓券を発行開始（変更後の様式の制定・公示が行われておらず、発行開始日は不詳[注 1]）。
- 1897年（明治30年）10月1日：貨幣法施行および兌換銀行券条例の改正により「日本銀行兌換銀券」から「日本銀行兌換券」に移行。既存の兌換銀券は金兌換券として扱われる[72][73]。
- 1899年（明治32年）3月18日：甲五圓券の様式を制定[21]。
- 1899年（明治32年）3月20日：旧五圓券が日本銀行による回収対象となる[6]。
- 1899年（明治32年）4月1日：甲五圓券発行開始[21]。図柄は武内宿禰と宇倍神社全景。記号は変体仮名表記。後に記号をアラビア数字表記に変更した甲五圓券を発行開始（変更後の様式の制定・公示が行われておらず、発行開始日は不詳[注 3]）。
- 1910年（明治43年）8月11日：乙五圓券の様式を制定[28]。
- 1910年（明治43年）9月1日：乙五圓券発行開始[28]。図柄は菅原道真と北野天満宮拝殿。
- 1916年（大正5年）12月1日：丙五圓券の様式を制定[32]。
- 1916年（大正5年）12月15日：丙五圓券発行開始[32]。図柄は武内宿禰と宇倍神社拝殿。
- 1930年（昭和5年）2月18日：丁五圓券の様式を制定[36]。
- 1930年（昭和5年）3月1日：丁五圓券発行開始[36]。図柄は菅原道真と北野天満宮拝殿。
- 1931年（昭和6年）12月17日：金貨兌換停止に関する緊急勅令施行により金兌換停止[45]。
- 1939年（昭和14年）3月31日：兌換銀行券整理法により旧五圓券、改造五圓券、甲五圓券、乙五圓券および丙五圓券失効[5]。
- 1942年（昭和17年）1月4日：い五圓券の様式を制定[47]。
- 1942年（昭和17年）1月6日：い五圓券発行開始[47]。図柄は菅原道真と北野天満宮拝殿。
- 1942年（昭和17年）5月1日：旧日本銀行法施行により「日本銀行兌換券」から「日本銀行券」に移行。既存の有効な兌換券は不換紙幣として扱われる[46]。
- 1943年（昭和18年）12月14日：ろ五圓券の様式を制定[51]。
- 1943年（昭和18年）12月15日：ろ五圓券発行開始[51]。図柄は菅原道真と北野天満宮拝殿。表面はい号券と類似しているが裏面のデザインが異なる。記番号は黒色。
- 1944年（昭和19年）11月17日：通し番号を省略したろ五圓券の様式を制定[56]。
- 1944年（昭和19年）11月20日：通し番号を省略したろ五圓券発行開始[56]。記号（組番号）を赤色に変更。
- 1946年（昭和21年）2月17日：金融緊急措置令により預金封鎖を伴う新円切替実施[74]。
- 1946年（昭和21年）3月2日：日本銀行券預入令により丁五圓券、い五圓券、およびろ五圓券失効[37]。

（この間は額面金額5円の法定通貨（紙幣・硬貨）の製造発行なし）
- 1946年（昭和21年）3月5日：A五円券の様式を制定、同日告示上の発行開始[58]。
- 1946年（昭和21年）3月8日：A五円券の実質的な発行開始[59]。図柄は彩紋のみ。
- 1955年（昭和30年）4月1日：A五円券の日本銀行からの支払停止[60]。

後継は1948年（昭和23年）10月25日に発行開始された五円硬貨（五円黄銅貨）である。
並行して発行されていた本位貨幣の五円硬貨（五円金貨）の製造は1930年（昭和5年）2月までで、これ以降は新規製造が行われていない（通貨の単位及び貨幣の発行等に関する法律により1988年（昭和63年）3月末限りで全て失効）。
1931年（昭和6年）12月17日に金兌換が停止されていたため、それ以降に発行されたい五圓券は「兌換券」として発行されながらも実態としては本位貨幣への兌換ができない状況（事実上の不換紙幣）であった。